# Kumys

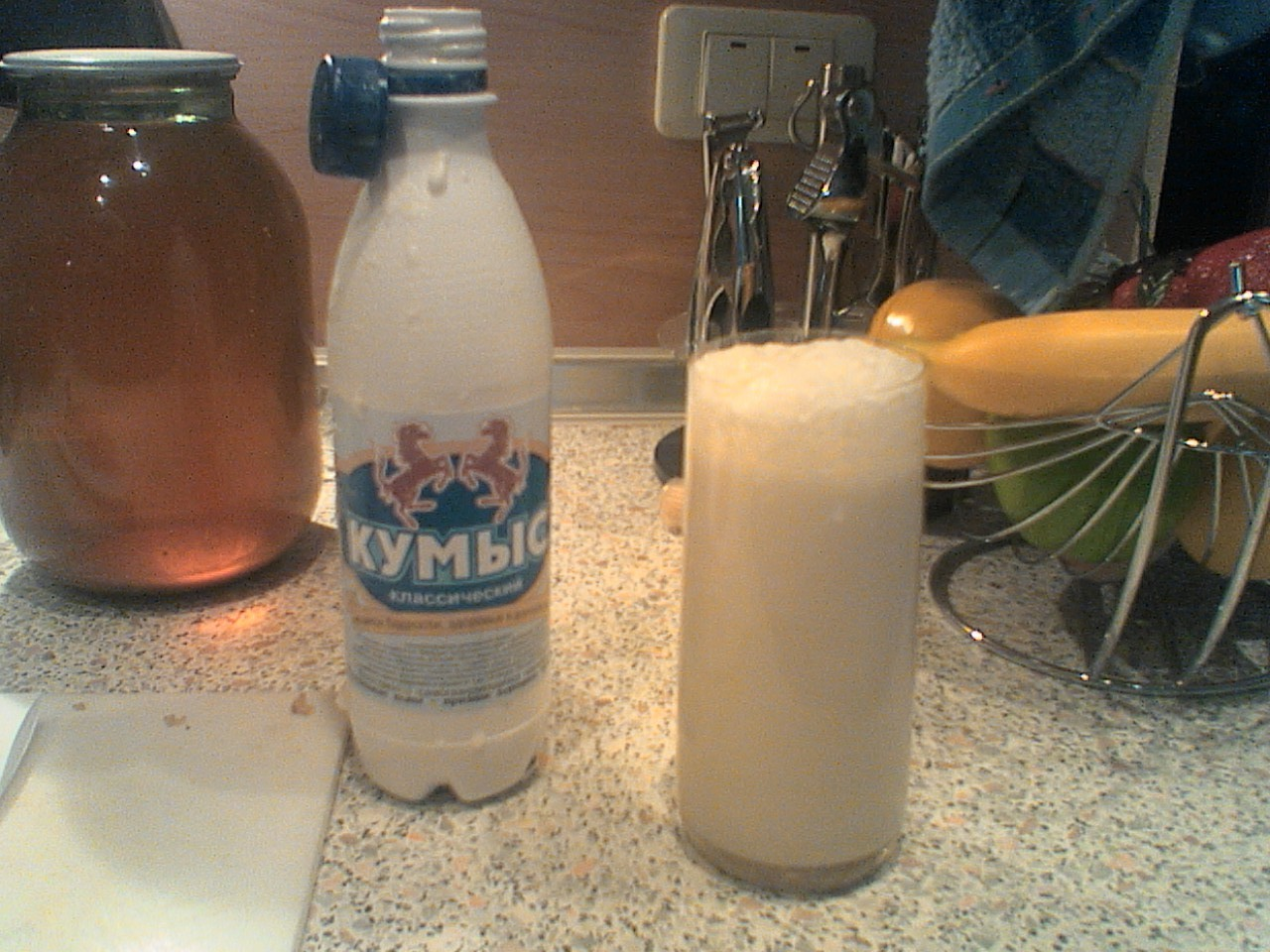
Flaska och glas med kumys.

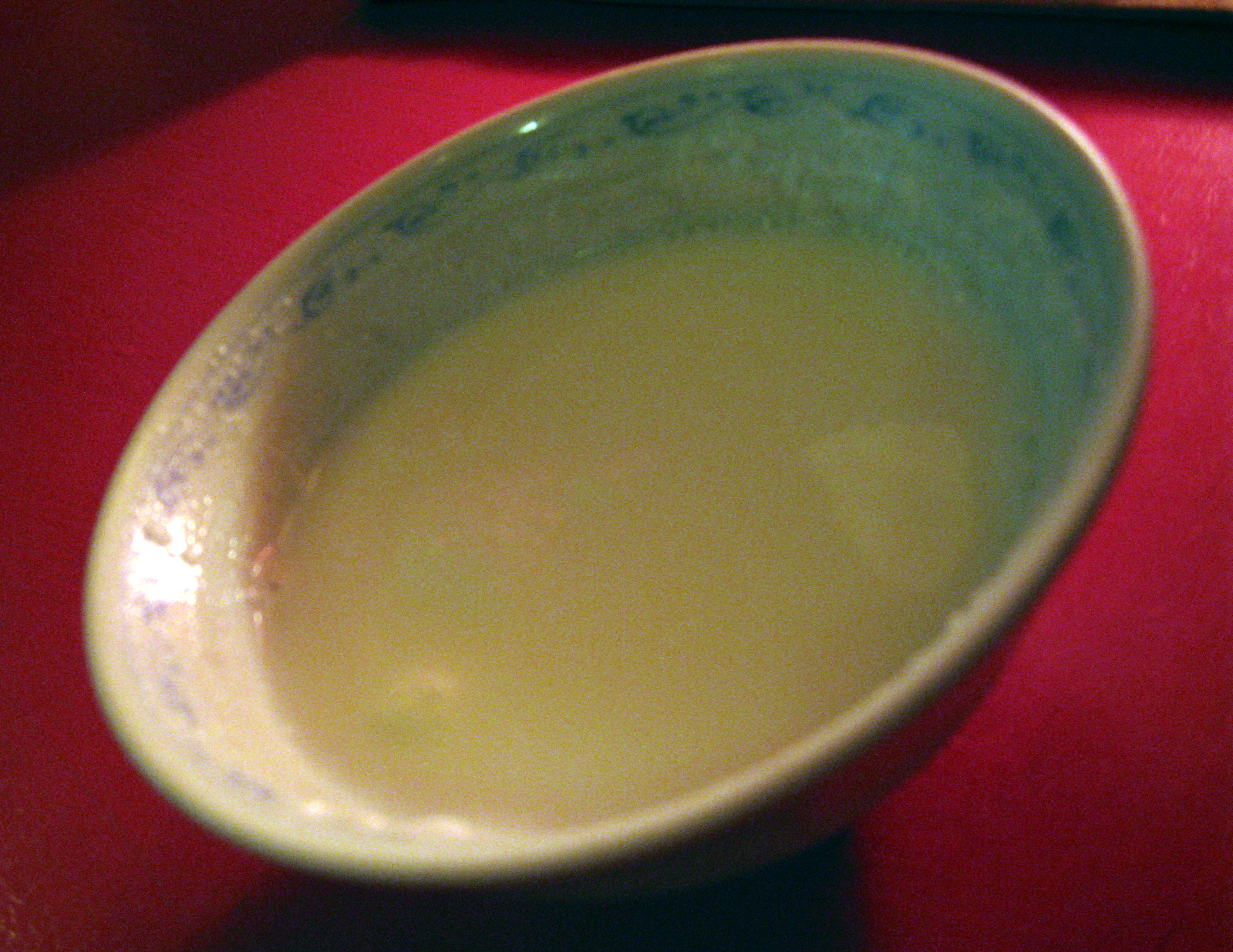
Skål med airag

Kumys (även kumiss) eller airag/airak är en lätt alkoholhaltig dryck gjort på jäst hästmjölk eller komjölk. Den kommer ursprungligen från Centralasiens nomadiska ryttarfolk. Kumys påminner om kefir, men eftersom hästmjölk har relativt hög sockerhalt och lite fett så bildas det vid jäsning mindre mängder alkohol. Idag görs kumys främst på komjölk [källa behövs] (var, av vem?) med tillsats av rörsocker eller vassla.
Kumys är det turkiska (bland många andra asiatiska länder) ordet för drycken, medan airag är det mongoliska.